# Otto Berg (lekkoatleta)
Otto Berg (ur. 24 sierpnia 1906 w Bolsøy, zm. 10 kwietnia 1991 w Bærum) – norweski lekkoatleta specjalizujący się w skoku w dal, uczestnik letnich igrzysk olimpijskich w Berlinie (1936).
Zdobył srebrny medal w skoku w dal na mistrzostwach Europy w 1934 w Turynie, przegrywając jedynie z Wilhelmem Leichumem z Niemiec, a wyprzedzając innego Niemca Luza Longa. Zajął 10. miejsce w finale skoku w dal podczas igrzysk olimpijskich w 1936 w Berlinie (ex aequo z Åke Stenqvistem ze Szwecji).
Podczas swojej kariery był wielokrotnym medalistą mistrzostw Norwegii: siedmiokrotnie w skoku w dal (czterokrotnie złotym – 1931, 1934, 1935, 1936; trzykrotnie srebrnym – 1930, 1932, 1933), trzykrotnie w skoku w dal z miejsca (dwukrotnie złotym – 1934, 1935; srebrnym – 1937), trzykrotnie w skoku wzwyż z miejsca (dwukrotnie złotym – 1935, 1936; brązowym – 1930), złotym w biegu na 100 metrów (1935), srebrnym w trójskoku 1927) i brązowym w skoku o tyczce (1930).
26 sierpnia 1934 w Oslo ustanowił rekord Norwegii w skoku w dal wynikiem 7,53 m, który potem wyrównał 12 września1937, również w Oslo.
W 1934 r. został uhonorowany nagrodą Egebergs Ærespris.
Rekord życiowy w skoku w dal: 7,53 – Oslo 26/08/1934
Poza karierą lekkoatletyczną pracował jako policjant (osiągnął rangę nadinspektora). Zmarł 10 kwietnia 1991 w Bærum.